# Dalstorps kyrka
Dalstorps kyrka är en kyrkobyggnad belägen på sluttningen mot Dalstorpasjön i nordöstra delen av Tranemo kommun. Den tillhör Dalstorps församling i Göteborgs stift.

## Historia
Medeltidskyrkan som låg vid stranden av Dalstorpasjön revs 1880 då en ny kyrka tog i bruk. Dess sakristia står fortfarande kvar på gamla kyrkogården. 
Den kyrka i Karl Johansstil som invigdes 1880 ödelades i en brand på Trettondedagens morgon 1962. Endast kyrksilvret, som förvarades i prästgården, kunde räddas av inventarierna.

## Kyrkobyggnaden
Nuvarande kyrka uppfördes åren 1964-1965 av AB Armerad Betong efter ritningar av arkitekt Bent Jörgen Jörgensen, som uppfyllde församlingens önskan om en kyrka med traditionell plan, påminnande om den brunna. Den har en stomme av betong och består av ett rektangulärt långhus med ett smalare tresidigt grunt kor vid östra kortsidan. Vid västra kortsidan finns ett indraget 36 meter högt kyrktorn och vid långhusets nordöstra sida en vidbyggd sakristia. Långhuset har ett sadeltak klätt med lerskiffer, liksom tornspiran. De stora fönstren i sidoväggarna går ända ner till sockeln. Fasaden är av vitmålat tegel. All träinredning har blästrats och behandlats med järnvitriol. Såväl exteriör som interiör är i stort sett intakt sedan byggnadstiden.

## Inventarier

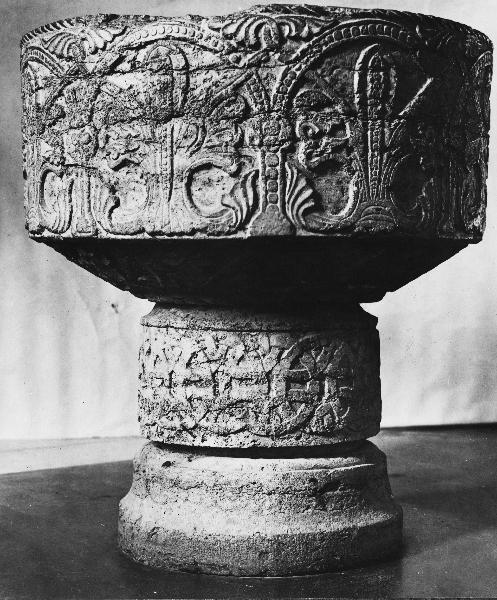
Den ursprungliga dopfunten.

All fast inredning är samtida med kyrkan.
- Dopfunten är åttasidig och gjord av vitmålat tegel med utstickande kanter i hörnen. Den står på en bas av diabas. Dopfatet är också av diabas.
- Altartavlan är en relief i gjuten brons utförd av Jörgen Martinsson.
- Predikstol och dopfunt är av vitmålat tegel liksom väggarna.
- Altaret är i svart granit på sockel av vitmålat tegel.
- Kyrkan ursprungliga dopfunt av kalksten var tillverkad omkring år 1200 i tre delar med höjden 97  cm. Cuppan är cylindrisk med skrånande undersida. Upptill en repstav och nedanför en vidbågad arkadindelning med åtta pärlprydda fält, utsmyckade med närmast trädformade växtornament. På undersidan finns rankor i rutor med trebladsmönster och nederst en repstav. Skaftet är cylindriskt med ringkedjor upptill och nedtill. Foten är rund med hålkäl upptill och avslutning med en vulst. Central uttömningshål. Funten förvaras vid Göteborgs stadsmuseum.[1]

### Klockor
I tornet hänger tre klockor gjutna av M. E. Ohlssons klockgjuteri i Ystad. 
- Storklockan har inskriptionen: Karin är mitt namn och År 1965 blev dess klockor gjutna till Dalstorps kyrka och ingår malm från de år 1962 av brand förstörda...
- Mellanklockan: Tio syskon skänkte mig till minne av sina föräldrar kyrkoherde Anders Arfwidsson och hans hustru Alma.
- Lillklockan: Mig skänkte Dalstorps kyrkobröder.

### Orgel
- 1643 köptes ett positiv till kyrkan som kostade 85 riksdaler.[2] 1724 inspekterades orgelverket av en orgelbyggare.[3] Omkring 1773 fanns det lämningar i kyrkan av ett förstört orgelverk.[4]
- 1887 byggde Salomon Molander & Co, Göteborg en orgel med 7 stämmor. Orgeln förstördes i en eldsvåda 1962.
- Mitt på orgelläktaren finns orgeln med en orgelfasad ritad av kyrkans arkitekt. Orgeln var byggd 1966 av Hermann Eule, Bautzen, DDR. Orgeln var mekanisk.

| Huvudverk I     | Svällverk II      | Pedal            | Koppel |
| Rörflöjt 8´     | Gedackt 8'        | Subbas 16´       | I/P    |
| Principal 4´    | Rörflöjt 4´       | Oktava 8´        | II/P   |
| Gedacktflöjt 4' | Principal 2'      | Gedacktpommer 4' | II/I   |
| Waldflöjt 2'    | Quinta 1 1/3'     | Fagott 16'       |        |
| Mixtur 3 chor   | Sifflöjt 1'       |                  |        |
| Rankett 16'     | Ters 4/5'         |                  |        |
|                 | Dulcian 8'        |                  |        |
|                 | Tremulant         |                  |        |
|                 | Crescendosvällare |                  |        |

- Nuvarande orgel är tillverkad 1990 av Västbo Orgelbyggeri.

## Bilder

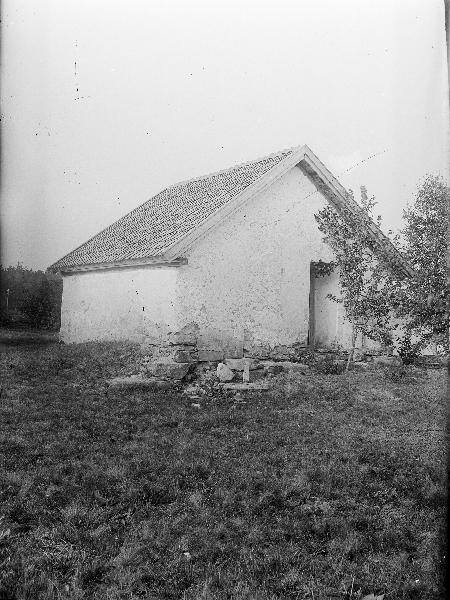
Dalstorps kyrkoruin. Medeltidskyrkans sakristia som står kvar på gamla kyrkogården.
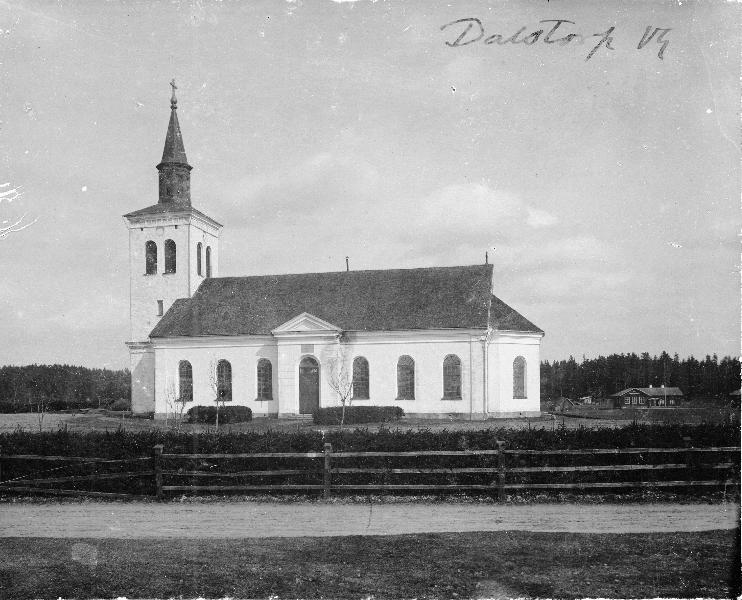
Den 1965 nedbrunna kyrkan från 1880.
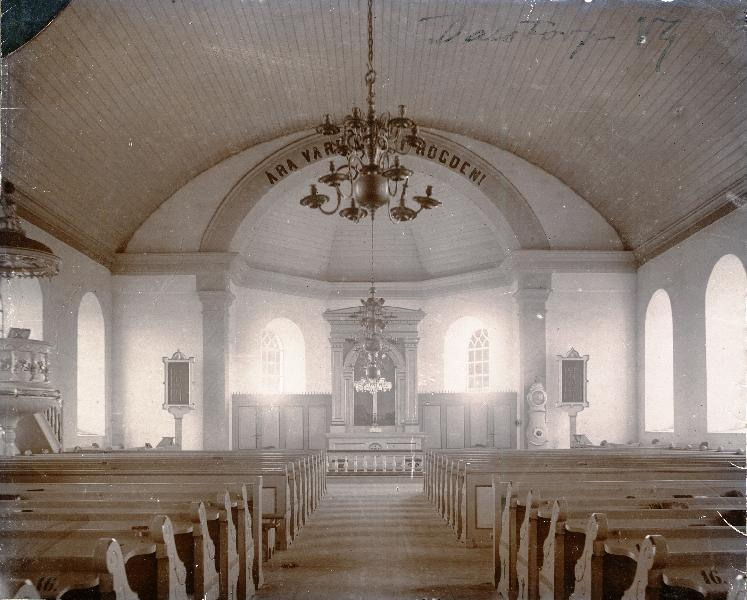
Interiör mot koret i 1880 års kyrka.